# KVerbos
KVerbos — программа для изучения форм глаголов испанского языка, входящая в пакет образовательных программ KDE Education Project. Распространяется согласно GNU General Public License.
С помощью Kverbos пользователь может изучать формы глаголов испанского языка. Программа выводит глагол и его время, а пользователь вводит формы глагола. Затем программа исправляет ошибки пользователя и даёт обратную связь. Пользователь может изменять список изучаемых глаголов. Программа может создавать формы правильных глаголов, для неправильных же пользователь должен ввести формы самостоятельно.